# Coleman (Alberta)
Coleman ist eine unselbständige Siedlung (Urban Community) im Südwesten der kanadischen Provinz Alberta, in den kanadischen Rocky Mountains. Sie gehört zur Verwaltungsgemeinde Crowsnest Pass und war früher eine eigenständige Kleinstadt (englisch Town), bevor sie 1979 mit vier anderen Gemeinden zur Gemeinde Crowsnest Pass zusammengelegt wurde.
Coleman gehört über die Gemeinde Crowsnest Pass statistisch zur Census Division 15. Verkehrstechnisch wird der Ort durch den Highway 3 (Crowsnest Highway) sowie die Canadian Pacific Railway erschlossen und liegt dabei am Crowsnest River.

## Geschichte
Im Jahr 1903 wurde einige Kilometer westlich von Blairmore ein neuer Ort angelegt, um eine neue Kohlemine der International Coal and Coke Company zu betreiben. Anfängliche Namen wie Paulson's Camp oder McGillivray Hill wurden vom Postamt abgelehnt, und man entschied sich für Coleman (nach dem Mädchennamen der Frau des Präsidenten und Minenbesitzers A. C. Flumerfelt, Ada, und dem mittleren Namen seiner jüngsten Tochter, Norma Coleman Flumerfelt). Coleman wurde am 11. Januar 1904 als Village gegründet. Am 10. September 1910 wurde Coleman dann zur Town hochgestuft.
Eine Besonderheit von Coleman waren die 100 (später 216) Koksöfen der Mine am Stadtrand, die von 1906 bis 1952 in Betrieb waren. Die Stadt wuchs schnell und übertraf ihren Nachbarn Blairmore als größte Stadt der Region. Coleman besaß seit 1908 ein Opernhaus, bis dieses im Jahr 1948 niederbrannte.
Coleman überlebte Streiks (in den Jahren 1911 und 1932), Überschwemmungen (in den Jahren 1923 und 1942) und einen Brand (im Jahr 1948). Mit der allmählichen Schließung der Kohleminen in der Region sank die wirtschaftliche Bedeutung von Coleman zugunsten von Blairmore. Am 3. November 1978 verabschiedete die Regierung von Alberta den Crowsnest Pass Municipal Unification Act, der am 1. Januar 1979 zur formellen Eingemeindung der Town Coleman mit dem Village Bellevue, der Town Blairmore, dem Village Frank und dem Improvement District (ID) Nr. 5 führte.
Das Erbe des Kohlebergbaus in Coleman ist anhand mehrerer historischer Gebäude, eines Regionalmuseums, der Ruinen des Kohlewerks und der Koksöfen, mehrerer stillgelegter Minen in der Nähe und des „größten Sparschweins der Welt“, das aus einer luftbetriebenen Thermosflaschen-Minen-Lokomotive mit einer Spurweite von 910 Millimetern besteht, zu erkennen. Ein großer Teil des mit dem Kohleabbau verbundenen Bereichs bildet heute die Coleman National Historic Site of Canada. Die Stätten wurden am 16. Mai 2001 von der kanadischen Regierung zur „nationalen historischen Stätte“ erklärt.

## Berühmte Persönlichkeiten
- Ron Collier (1930–2003), Jazzposaunist, Komponist und Arrangeur
- Rick Rypien (1984–2011), Eishockeyspieler